# Capella de Santa Maria de les Masies
La Capella de Santa Maria de les Masies és una obra eclèctica de l'Espluga de Francolí (Conca de Barberà) inclosa a l'Inventari del Patrimoni Arquitectònic de Catalunya.

## Descripció
Capella situada al bell mig del nucli de les Masies. De grans dimensions és d'estil eclèctic i auster, recollint elements ornamentals, especialment en el campanaret, de temples catòlics de l'Europa Oriental. Rosetó de grans dimensions i cancell de ferro en la porta.

## Història
La urbanització de les masies, a l'entorn del Balneari Vil·la Engràcia comportà la construcció d'aquest temple per a visitants i usuaris de l'estació balneària.